# Strada provinciale 57 Madolma
La strada provinciale 57 Madolma è una strada provinciale italiana della città metropolitana di Bologna.

## Percorso
Comincia a Silla (frazione di Castel di Casio) staccandosi dall'ex SS 324. Attraversa il torrente Silla e corre in direzione sud nella valle del Reno. In comune di Porretta Terme incontra la località Pucciga e successivamente attraversa il centro di Porretta. Lì vira ad ovest e comincia la salita durante la quale raggiunge diverse località, come Capugnano. Scollina a circa 660 m di quota, poco prima di Madolma, per scendere fino a Panigale, in comune di Lizzano in Belvedere, dove supera nuovamente il Silla e ritrova l'ex SS 324, nella quale si immette.